# 토머스 데커 (배우)
토머스 데커(Thomas Dekker, 1987년 12월 28일 ~ )는 미국의 배우이다.

## 출연 작품
- 미스 발라 (2019)
- 두 유 테이크 디스 맨 (2016)
- 웰컴 투 윌리츠 (2016)
- 잭 고즈 홈 (2016)
- 피어 클리닉 (2015)
- 백스트롬 (2015)
- 스콰터스 (2014)
- 마이 일레븐스 (2014)
- EDM: 악마의 소리 (2013)
- 진실된 거짓 (2012)
- 포에버랜드 (2011)
- 크롬스컬 : 레이드 투 레스트 2 (2011)
- 시크릿 서클 (2011)
- 시네마 베리테 (2011)
- 엔젤스 크레스트 (2011)
- 카붐 (2010)
- 올 어바웃 이블 (2010)
- 나이트메어 (2010)
- 레이드 투 레스트 (2009)
- 마이 시스터즈 키퍼 (2009)
- 창녀 (2008)
- 프롬 위딘 (2008)
- 공룡시대 9 (2002)
- 공룡시대 8 (2001)
- 공룡시대 7 (2000)
- 피블의 모험 4 (1999)
- 공룡시대 6 (1998)
- 피블의 모험 3 (1998)
- 공룡시대 5 (1997)
- 저주받은 도시 (1995)
- 스타 트랙 7 - 넥서스 트랙 (1994)

### 텔레비전
- 더 영 앤 더 레스트리스 (1993)
- 사인펠드 (1994-95)
- 애들이 줄었어요: 더 TV 쇼 (1997–2000)
- 제7의 천국 (2005)
- 히어로즈 (2006-07)
- 터미네이터: 사라 코너 연대기 (2008-09)
- Up Close With Carrie Keagan (2009-10) - 본인